# Prospalta pallidipennis
Prospalta pallidipennis là một loài bướm đêm trong họ Noctuidae.